# Prafulla Kumari Devi
Profulla Kumari Devi, född 1910, död 1936, var en indisk regent. 
Hon var  regerande drottning (Rani) i den indiska furstestaten Bastar mellan 1922 och 1936. 